# Jack Savoretti
Giovanni "Jack" Savoretti (nascido em 10 de outubro de 1983) é um cantor acústico inglês de ascendência italiana. Ele já lançou oito álbuns de estúdio até a data: Between the Minds (2007), Harder Than Easy (2009), Before the Storm (2012), Written in Scars (2015), Sleep No More (2016), Singing to Strangers (2019), Europiana (2021) e Miss Italia (2024). Singing to Strangers tornou-se o seu primeiro álbum a atingir a primeira posição do UK Albums Chart.

## Início da carreira
Nascido de pai italiano, e mãe meio-alemão e meio-polonês, Savoretti cresceu em Londres, antes de se mudar para Lugano, Suíça, cidade perto da fronteira italiana. Movimentando por toda a Europa como uma criança, ele acabou na The American School In Switzerland, onde ele pegou um sotaque que ele descreve como "transatlântico de vira-lata".
Como adolescente, ele estava interessado apenas na poesia. "Eu estava escrevendo o tempo todo, era a única coisa a fazer, sentar-se sob uma árvore com um bloco de notas, [e] vá em outro lugar em sua cabeça. Eu estava nas nuvens." Quando sua mãe deu-lhe um violão e sugeriu que ele tente colocar algumas de suas palavras a música, ele estava "surpreso quanto mais gente ouve você quando você está cantando do que quando você lê um poema," ele admite. "Depois disso, eu não conseguia parar, era constante escrever, a cada dia, se tornou quase uma forma de conversa, na minha maneira de interagir com o mundo."
Ele começou a tocar guitarra aos 16 anos. Savoretti fez dois duetos com Shelly Poole chamado "Anyday Now" e "Hope", que aparecem no álbum da cantora Hard Time for the Dreamer, que foi lançado em setembro de 2005.

## Carreira

### Between the Minds(2006-08)
Savoretti lançou seu primeiro single em 9 de outubro de 2006, chamado "Without". O vídeo, filmado em Mallorca, foi dirigido pelo diretor nomeado ao Oscar Bobby Garabedian. O single alcançou o número 90 no UK Singles Chart e esteve na Lista B da BBC Radio 2. Seu segundo single, "Dreamers", foi menos bem sucedido, alcançando a 123ª posição na UK Singles Chart; também foi listado na Radio 2. Savoretti, em seguida, foi manchado por Corinne Bailey Rae, que convidou Savoretti para realizar com ela sua turnê europeia. Seu álbum ganhou apoio na Radio 2, onde ele foi declarado Álbum da Semana. O álbum Between the Minds foi lançado em Março de 2007, e debutou na quinta posição dos gráficos de música indie do Reino Unido. Em 6 de agosto de 2007, ele fez estreia na televisão no GMTV, onde ele cantou "Dr. Frankenstein". Durante o mês de fevereiro e março de 2008, Savoretti embarcou em uma mini turnê solo em bares do Caffè Nero pelo Reino Unido.
Depois, re-lançou seu álbum de estreia com um disco bônus com versões desplugadas de algumas de suas canções, três novas canções, bem como ao vivo, uma versão cover de "Ring of Fire", de Johnny Cash, em 31 de Março de 2008. Quatro dias depois, em 4 de abril de 2008, ele fez outra apresentação na TV, a música "Gypsy Love" no programa This Morning.
Savoretti se juntou a Steve Booker (escritor de "Misericórdia", da cantora Duffy) para escrever o lado A para o seu single, "Amor Cigano", que capta a sinceridade da escrita de Savoretti. Músicas como o lado A de seu single "One Man Band" são uma prova de como ele passou o início de ano e uma expressão da capacidade de mostrar a sua voz, sem o apoio de uma banda completa.
Duas de suas canções foram destaque na quinta temporada da série de sucesso One Tree Hill. "Between the Minds" foi destaque no episódio "Cryin' Won't Help You Now", e "No One's Aware", foi destaque no episódio "What Do You Go Home To?", sendo também destaque no filme The Sisterhood of the Traveling Pants 2, que foi lançado em agosto nos Estados Unidos e em janeiro de 2009 no Reino Unido. Sua canção "Chemical Courage" foi destaque na série de televisão da A&E, The Cleaner. A faixa "Soldier's Eyes" de Between the Minds foi tocada durante os créditos finais do segundo episódio da quinta temporada de Sons of Anarchy.
Savoretti excursionou pela Europa com Gavin DeGraw, depois que ele se aproximou de Savoretti pedindo-lhe para ser seu ato de apoio. Para coincidir com o apoio, o álbum de estreia de Savoretti, Between the Minds, foi lançado em todos os países da Europa no iTunes Store.

### Harder Than Easy(2009-11)
O segundo álbum, Harder Than Easy, estava previsto para lançamento em 6 de julho de 2009. O lançamento do álbum foi adiado, sendo lançado na América do Norte no dia 15 de setembro. Em 14 de abril, uma nova canção chamada "Him & Her" foi lançado através do site gigwise.com em download gratuito para o lançamento do novo álbum.
Savoretti escreveu a faixa "One Day" especificamente para o filme americano Post Grad, e uma versão de "One Day" é executada no filme pelo personagem de Zach Gilford. O vídeo musical de "One Day" com os bastidores de Post Grad foi lançado. O filme foi lançado nos EUA em 21 de agosto de 2009.
Em 2 de novembro de 2010, Savoretti anunciou via Facebook que ele estava em Londres a trabalhar no seu terceiro álbum. Ele passou a maior parte de 2011 em turnês e trabalhando em seu terceiro álbum, estreando muitas canções novas.

### Before the Storm(2012)
Em 2 de fevereiro de 2012, Savoretti lançou a música "Hate & Love", com Sienna Miller, seguido do primeiro single, "Knock Knock", em 12 de fevereiro. Em 3 de maio, Savoretti lançou um single chamado "Take Me Home", juntamente com um vídeo musical. Uma competição foi definida por fãs para fazer um cover dessa música e enviar para a sua página do Facebook, a fim de ganhar a oportunidade de fazer uma turnê com Savoretti. O terceiro álbum, Before the Storm, foi lançado em 4 de junho. Com sua banda, The Dirty Romantics, gravado em Kensaltown Studios e masterizado no Abbey Road Studios. O álbum mostrou um novo lado para Savoretti, mas manteve o mesmo charme poético visto nos álbuns anteriores. Iniciando sua parte do Reino Unido da turnê, Savoretti apresentou o novo material, embora também pareceu ter algo na manga com uma canção chamada "Crazy Town". No outono de 2012, Jack co-escreveu as canções com Janet Devlin para seu próximo lançamento de estreia.

### Written in Scars(2014-15)
Before the Storm reacendeu a paixão de Savoretti para a composição, ensinou-lhe como se colocar em suas músicas e, crucialmente, levou-o para os músicos que ajudaram a compor Written in Scars — seu quarto álbum, e o primeiro a ser lançado por uma grande gravadora, a BMG Chrysalis, com quem assinou em 2014. Muitas das canções do álbum foi co-escritas com Samuel Dixon e Matt Benbrook. A faixa "Wasted" com Lissie e uma versão deluxe continha três faixas acústicas.
Os singles "Tie Me Down", "Home" e "The Other Side of Love" foram apresentados e defendidos pela BBC Radio 2, onde Savoretti apareceu como convidado na mostra de Dermot O'Leary, Chris Evans e Richard Madeley. Savoretti também apareceu na BBC One's The One Show , em 20 de fevereiro de 2015 para apresentar o seu single "Home".
O vídeo oficial para "Home" foi filmado durante uma partida de futebol no estádio do Gênova, cidade natal de Jack.
O vídeo oficial para "The Other Side of Love" estreou em Março de 2015, e estrela o ator Rafe Spall.
Written in Scars foi lançado em 9 de fevereiro de 2015 pela BMG Chrysalis. O álbum alcançou as dez primeiras posições do UK Albums Chart no número 7, registrando 41 semanas até a data. a BBC Radio 2 fez Written in Scars seu Álbum de Semana em 1 de fevereiro de 2015, e da Tesco também fez dele seu Álbum de Semana em 10 de abril de 2015.
Para marcar o lançamento do álbum, Savoretti embarcou em uma turnê esgotada no Reino Unido e Irlanda, que levou em cidades como Manchester, Glasgow, Dublin e Leeds antes de terminar com um show com ingressos esgotados em Londres no Shepherd's Bush Empire, que foi dado uma avaliação de 4 estrelas por Emily Jupp de The Independent.

### Sleep No More(2016)
Em 2016, Savoretti gravou um dueto com Elisa, chamado de "Waste Your Time on Me", no álbum da cantora, On. Ele também tinha um show esgotado no Hammersmith Apollo, e jogado em um evento especial no centro da elegante pequena aldeia italiana de Portofino. Seu quinto álbum, Sleep No More, foi lançado no mesmo ano.

## Vida pessoal e família
Os avós de Savoretti se esconderam nas montanhas perto de Gênova, Itália, durante a II Guerra Mundial. Seu avô foi reconhecido postumamente pela cidade como sendo o cabeça do movimento guerrilheiro, que liberou a Genoa e a área da Itália do fascismo. Posteriormente, uma rua, em Gênova, foi nomeado em sua memória.
Savoretti tem uma casa em Formentera nas Ilhas Baleares. Ele é casado com a atriz britânica Jemma Powell. Eles têm dois filhos.

## Discografia

### Álbuns de estúdio
- Between the Minds (2007)
- Harder Than Easy (2009)
- Before the Storm (2012)
- Written in Scars (2015)
- Sleep No More (2016)
- Singing to Strangers (2019)
- Europiana (2021)
- Miss Italia (2024)

### Trilha sonora

#### Filmes
| Ano  | Filme                                   | Canção           |
| ---- | --------------------------------------- | ---------------- |
| 2008 | The Sisterhood of the Traveling Pants 2 | "No One's Aware" |
| 2009 | Post Grad                               | "One Day"        |
| 2013 | Universitari                            | "Changes"        |

#### Programas de TV
| Ano  | Programa            | Canção                       |
| ---- | ------------------- | ---------------------------- |
| 2008 | One Tree Hill       | "No One's Aware"             |
| 2008 | One Tree Hill       | "Between the Minds"          |
| 2008 | One Tree Hill       | "Dreamers"                   |
| 2008 | The Cleaner         | "Chemical Courage"           |
| 2008 | EastEnders          | "Gypsy Love"                 |
| 2009 | One Tree Hill       | "Wonder"                     |
| 2009 | Grey's Anatomy      | "Songs from Different Times" |
| 2009 | One Tree Hill       | "Mother"                     |
| 2010 | Grey's Anatomy      | "Breaking News"              |
| 2010 | Grey's Anatomy      | "Wonder"                     |
| 2011 | Grey's Anatomy      | "Harder Than Easy"           |
| 2011 | Greek               | "Ring of Fire"               |
| 2012 | The Vampire Diaries | "Hate and Love"              |
| 2012 | One Tree Hill       | "Changes"                    |
| 2012 | Sons of Anarchy     | "Soldier's Eyes"             |
| 2016 | Teen Wolf           | "Fight Til' the end"         |
| 2017 | The Royals          | "Deep Waters"                |

#### Aparições na TV
| Ano  | Programa                        | Canção                                    |
| ---- | ------------------------------- | ----------------------------------------- |
| 2007 | Top of the Pops 2               | "Dreamers"                                |
| 2007 | GMTV                            | "Dr Frankenstein"                         |
| 2008 | This Morning                    | "Gypsy Love"                              |
| 2008 | MDA Telethon                    | "Dr Frankenstein"                         |
| 2012 | Got to Dance                    | "Knock Knock"                             |
| 2012 | Morgan Spurlock's New Britannia | "Knock Knock"                             |
| 2012 | The Xtra Factor                 | "Lifetime"                                |
| 2012 | The Xtra Factor                 | "Take Me Home"                            |
| 2012 | The Xtra Factor                 | "For the Last Time"                       |
| 2012 | Freshly Squeezed                | "Breaking the Rules"                      |
| 2012 | Sunday Brunch                   | "Breaking the Rules"                      |
| 2013 | BBC Breakfast                   | "Not Worthy"                              |
| 2013 | MOTD Kickabout                  | "Not Worthy"                              |
| 2013 | Sunday Brunch                   | "Not Worthy"                              |
| 2014 | Life's a Pitch                  | "Sweet Hurt", "Broken Glass"              |
| 2014 | Vintage TV                      | "Sweet Hurt"                              |
| 2015 | Sunday Brunch                   | "Written in Scars", "Back Where I Belong" |
| 2016 | The Graham Norton Show          | "Catapult"                                |
| 2016 | The London Palladium            | "Catapult"                                |